# CCR8
CCR8 (C-C-рецептор хемокина 8, англ. C-C chemokine receptor type 8; CDw198) — рецептор β-хемокинов млекопитающих класса интегральных мембранных белков. CCR8 является рецептором для хемокина CCL1. Продукт гена CCR8.

## Функции
Белок CCR8 входит в семейство рецепторов, сопряжённых с G-белком. CCR8 регулирует хемотаксис моноцитов и апоптоз тимоцитов. Он участвует в позиционировании активированных T-лимфоцитов в антиген-стимулированном участке и специализированном участке лимфоидных тканей. Альтернативный ко-рецептор с CD4 для вируса HIV-1.

## Ген
Ген CCR8 расположен в генном кластере хемокиновых рецепторов на 3-й хромосоме.